# Frank Hailey
Frank Lee Hailey (* 14. August 1943 in Tyler (Texas); † 28. August 2022 in Fort Worth) war ein US-amerikanischer Jazzpianist, der vorwiegend in der Jazzszene von Texas aktiv war.

## Leben und Wirken
Frank Hailey, der als Adoptivkind in Fort Worth aufwuchs und ein Cousin von Cedar Walton war, besuchte Schulen in seiner Heimatstadt; er graduierte 1961 an der Cherry Lawn School in Darien, Connecticut. Nach seinem Militärdienst, den er von 1965 bis 1969 in der US Air Force ableistete, setzte er seine Ausbildung an der Minot State University in Minot, North Dakota, fort, wo er 1971 einen Bachelor in Psychologie abschloss. Außerdem erwarb er 1974 einen Bachelor in Krankenpflege an der Harris College of Nursing der Texas Christian University und erhielt 1977 ein von der University of Texas anerkanntes Diplom als Krankenpfleger bei der United States Army.
Während seiner gesamten Karriere als Offizier und Krankenpfleger in der US-Armee und im UT Health Science Center in der Heilsarmee-Klinik war er als Jazzpianist aktiv. Nebenbei entstanden Aufnahmen; seine Interpretation des Ellington-Klassikers „I’m Beginning to See the Light“ erschien auf der Kompilation Jazz Scene auf Sunflower Records. 2002 und 2008 legte er bei Sea Breeze Records die beiden in Triobesetzung entstandenen Alben Passing It Around und An Old Sweet Song vor; darauf spielte er neben eigenen Stücken meist Pop- und Jazzstandards wie „Eleanor Rigby“, „I’ll Remember April“, „Ode to Billie Joe“, „Things Ain’t What They Used to Be“ und „Walk Right In“.
Nach Ansicht von Dave Nathan, der das Album Passing It Around in All About Jazz rezensierte, müsse sich Hailey nicht auf den Ruf seines bekannten Verwandten Cedar Walton berufen, um Anerkennung zu erlangen, sondern zeige, dass er selbst ein hervorragender Klavierspieler ist. Haileys Stil klinge nicht glatt im Sinne des Modern Jazz, eher sanft in dem Sinne, dass das Spiel ausgefeilt, gemächlich, unprätentiös, flüssig und dynamisch sei, wobei der Melodie viel Aufmerksamkeit geschenkt werde. Obwohl er kein Leichtgewicht sei, trete er auch nicht als Stampfer an, sondern als Spieler, der auf subtile Harmonien statt auf schwere Akkordeffekte setze. Frank Hailey sei ein Pianist, der sehr in der Tradition seines Cousins Cedar Walton stehe, aber auch eine leichte Süße zeige, die Vince Guaraldi nicht unähnlich sei, meinte wiederum Matt Collar, der dem Album in Allmusic vier Sterne verlieh.
Hailey starb Ende August 2022 im Alter von 79 Jahren im Baylor All Saints Hospital in Fort Worth, Texas.